# Czesław Lang
Czesław Lang, nacido el 17 de mayo de 1955 en Kołczygłowy, es un antiguo ciclista polaco. Hoy en día es el director del Tour de Polonia.

## Palmarés
1975
- 2.º en el Campeonato de Polonia Contrarreloj

1976
- 2.º en el Campeonato de Polonia Contrarreloj

1977
- 2.º en el Campeonato de Polonia Contrarreloj

1980
- Semana Lombarda
- 2.º en los Juegos Olímpicos en Ruta

1981
- Tour de Malopolska
- 2.º en el Campeonato de Polonia Contrarreloj

1983
- 1 etapa de la Tirreno-Adriático

1986
- 1 etapa del Tour de l'Aude

1987
- 1 etapa del Tour de Romandía

1988
- 1 etapa de la Volta a Cataluña
- Trofeo Baracchi (haciendo pareja con Lech Piasecki)

## Resultados en las grandes vueltas
| Carrera         | 1982 | 1983 | 1984 | 1985 | 1986 | 1987 | 1988 | 1989 |
| --------------- | ---- | ---- | ---- | ---- | ---- | ---- | ---- | ---- |
| Giro de Italia  | 17.º | 40.º | 68.º | 57.º | 68.º | 51.º | 80.º | 77.º |
| Tour de Francia | -    | -    | 93.º | 89.º | -    | Ab.  | -    | -    |
| Vuelta a España | -    | -    | -    | -    | -    | -    | -    | -    |

## Condecoraciones
- Enero del 2012: Medalla honorífica Bene Merito, otorgada por el ministro de Relaciones Exteriores de Polonia.[1]